# Giulio Strozzi
Giulio Strozzi (1583 - 1652) fou un llibretista, poeta i dramaturg italià.
Va rebre els seus primers estudis a Venècia i estudis de Dret a Pisa. Després de treballar a Roma, on fundà l'Acadèmia degli Ordinati, de vida efímera. Després anà a Pàdua i Urbino, i per fi s'establí a Venècia pels voltants de la dècada de 1620 on assolí una gran popularitat en Acadèmies i salons a causa de la seva facilitat per improvisar, sobre tots els afers, si bé el seu estil és sovint extravagant i trivial.
La seva producció literària inclou oracions, obres de teatre, poesia i descripcions de les cerimònies de Venècia. Com a llibretista col·laborà amb Claudio Monteverdi envers el projecte de l'òpera La finta pazza, Licori (1627) i en Proserpina rapita, Venècia (1630); també va establir alguns dels seus sonets amb Monteverdi.
Els llibrets de Strozzi foren influents en les primeres etapes de l'òpera veneciana; el seu últim llibret Veremonda fou acabat per Cavalli el 1652.
Barbara Strozzi era la seva filla adoptiva, i era parent de Pietro Strozzi.

## Obres
- Erotilla, tragèdia (1615)
- Natale d'amore, (1624)
- Venezia edificata, poema (1624)
- Il Barbarigo ovoero l'amore sollevato, (1626)
- La Proserpina rapita, (1630)
- La finta pazza, drama (1643)
- La finta savia, drama (1643)
- Romolo e Remo, drama (1645)
- Peleo e Toti, comèdia (1654)